# Tiktaalik
Tiktaalik roseae
Genre
Espèce
Tiktaalik (en inuktitut : ᑎᒃᑖᓕᒃ, littéralement « grand poisson des basses eaux ») est un genre fossile de sarcoptérygiens ayant vécu durant la fin du Dévonien (Frasnien), dans ce qui est aujourd'hui le nord-est du Canada. Une seule espèce est connue, Tiktaalik roseae, décrite en 2006 à partir d'une partie d'un squelette exceptionnellement bien conservé, découvert en 2004 sur l'île d'Ellesmere, au Nunavut.
Tiktaalik est techniquement un poisson, disposant d'écailles et de branchies, mais possédant une tête triangulaire et aplatie ainsi que des nageoires de formes remarquables. Ces derniers ont de minces os de rayon pour pagayer comme la plupart des poissons, mais a aussi des os intérieurs robustes qui auraient permis à cet animal de se caler dans des eaux peu profondes et d'utiliser ses membres comme support comme le font la plupart des animaux à quatre pattes. Ces nageoires, et une suite d'autres caractéristiques, distinguent Tiktaalik comme un animal spécial : il présente une combinaison de caractéristiques qui montrent la transition évolutive entre les poissons et les tétrapodes, le groupe qui comprend notamment les amphibiens et les amniotes.
Tiktaalik, tout comme de nombreux taxons apparentés, incarnerait peut-être les ancêtres communs de la large bande de toute la faune des vertébrés terrestres.
La découverte et la description du fossile de Tiktaalik roseae, faite par Edward Daeschler de l'Académie des sciences naturelles, Neil Shubin de l'université de Chicago et le professeur Farish Jenkins de l'université Harvard est publiée en 2006 dans la revue scientifique Nature. Le poisson est par la suite rapidement reconnu comme une forme transitionnelle.

## Découverte et étymologie

L'île d'Ellesmere, montrée en vert foncé, endroit où ont été découverts les fossiles de Tiktaalik roseae.

En 2004, trois squelettes fossilisés de Tiktaalik sont découverts dans la formation fluviale de Fram (en), datant du Dévonien supérieur et situé sur l'île d'Ellesmere (Nunavut), dans le nord du Canada,. Les âges estimés de ces fossiles sont rapportés aux alentours de 383,379 et 375 millions d'années. Au moment de l'existence de l'espèce, l'île d'Ellesmere faisait partie du paléocontinent Laurentia, un territoire anciennement constitué des actuelles est de l'Amérique du Nord et du Groenland, qui se serait centrée sur l'équateur terrestre et aurait eu un climat chaud. Au moment de la découverte  de l'animal, l'un des crânes est trouvé au sein d'une falaise. Après une inspection plus approfondie, le fossile s'avère être en excellent état pour un spécimen vieux de 375 millions d'années,.

La découverte d'Edward Daeschler, Neil Shubin et Farish Jenkins est publiée dans le numéro du 6 avril 2006 de Nature et est par la suite rapidement reconnue comme une forme transitionnelle. Jennifer Alice Clack, une experte de l'Université de Cambridge sur l'évolution des tétrapodes, déclare à propos de la découverte de Tiktaalik : 

« C'est l'une de ces choses sur lesquelles vous pouvez pointer du doigt et dire : « Je vous avais dit que cela existerait », et voilà. »

— Jennifer Alice Clack
Une autre déclaration de la découverte est faite par Edward Daeschler :

« Après cinq ans de fouilles sur l'île d'Ellesmere, dans l'extrême nord du Nunavut, ils sont tombés sur la terre ferme : une collection de plusieurs poissons si bien préservés que leurs squelettes étaient encore intacts. Alors que l'équipe de Shubin étudiait les espèces, ils ont constaté avec enthousiasme qu'il s'agissait exactement du chaînon manquant qu'ils recherchaient. Nous avons trouvé quelque chose qui divise vraiment la différence en deux. »

— Edward Daeschler
Tiktaalik signifie en inuktitut « grand poisson des basses eaux »,. Le genre reçoit ce nom après une suggestion des aînés inuits du territoire canadien du Nunavut, territoire où le fossile a été découvert. L'épithète spécifique roseae honore un donateur anonyme. Examinant en détail le squelette interne de la tête de Tiktaalik roseae dans le numéro du 16 octobre 2008 de Nature, les chercheurs montrent que cet animal se dote de structures qui lui permettrait de s'appuyer sur un sol solide et de respirer de l'air, étape clé dans la transformation du crâne qui accompagne le passage à la vie terrestre des ancêtres des tétrapodes.

## Description

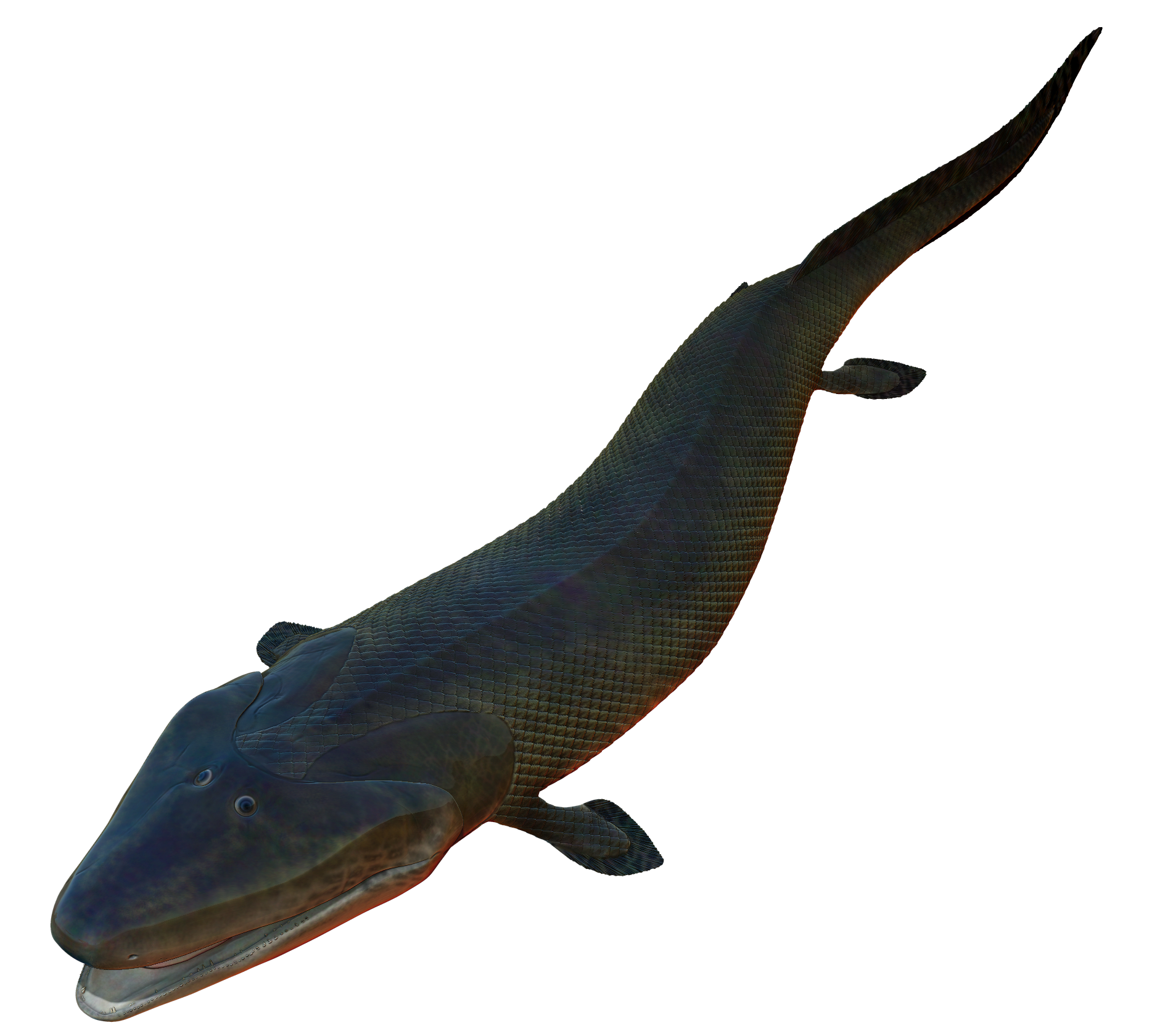
Reconstitution en image de synthèse de Tiktaalik roseae.

Tiktaalik fournit des informations sur les caractéristiques des plus proches parents disparus des tétrapodes. En effet, contrairement à de nombreux fossiles de transition précédents, ressemblant plus à des poissons, les nageoires de Tiktaalik ont des os de poignet de base et des rayons simples rappelant les doigts. L'homologie des éléments distaux est incertaine : il y a des suggestions selon lesquelles ils sont homologues aux doigts, bien que cela soit incompatible avec le modèle de développement de l'arc numérique, car les chiffres sont censés être des structures postaxiales, et seuls trois des huit rayons reconstruits de Tiktaalik sont postaxiaux.
Cependant, la série proximale peut être directement comparée à l'ulna et à l'intermédium des tétrapodes. La nageoire est clairement porteuse, étant attachée à une épaule massive avec des éléments scapulaires et coracoïdes élargis et attachée à l'armure corporelle, de grandes cicatrices musculaires sur la surface ventrale de l'humérus et des articulations distales étant très mobiles. Les os des nageoires antérieures présentent de grandes facettes musculaires, suggérant que la nageoire serait musclée et aurait la capacité de fléchir comme une articulation du poignet. Ces caractéristiques ressemblant à des poignets auraient aidé à ancrer l'animal au fond dans un courant rapide,.

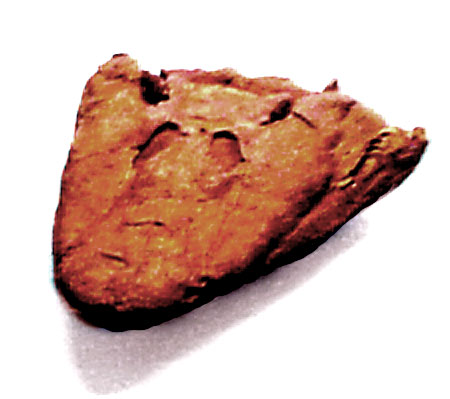
Crâne montrant les trous des spiracles au-dessus des yeux.

Les spiracles sur le dessus de la tête sont également remarquables, ce qui suggère que Tiktaalik posséderait des poumons primitifs ainsi que des branchies. Cet attribut aurait été utile en eau peu profonde, où une température de l'eau plus élevée réduirait la teneur en oxygène. Ce développement peut avoir conduit à l'évolution d'une cage thoracique plus robuste, un trait clé de l'évolution des tétrapodes. La cage thoracique plus robuste de Tiktaalik aurait aidé à soutenir le corps de l'animal chaque fois qu'il s'aventurait à l'extérieur d'un habitat entièrement aquatique. Tiktaalik manque également d'une caractéristique que la plupart des poissons ont, des plaques osseuses dans la zone branchiale qui restreignent les mouvements latéraux de la tête. Cela fait de Tiktaalik le premier poisson connu à avoir un cou, avec la ceinture pectorale séparée du crâne. Cela donnerait à la créature plus de liberté pour chasser des proies sur la terre ferme ou dans les bas-fonds.
Tiktaalik est parfois comparé aux lépisostéidés, en particulier le garpique alligator, avec qui il partage un certain nombre de caractéristiques :
- Des motifs d'écailles en forme de losange communs à la classe Sarcopterygii (dans les deux espèces, les écailles sont rhombiques, se chevauchant et tuberculées) ;
- Des dents structurées en deux rangées ;
- Des narines internes et externes ;
- Un corps tubulaire et profilé ;
- L'absence de nageoire dorsale antérieure ;
- Un crâne large et comprimé dorso-ventralement ;
- Des os frontaux appariés ;
- Des narines marginales ;
- Une bouche subterminale;
- Un organe ressemblant à un poumon.

## Classification et évolution
Tiktaalik roseae est la seule espèce classée dans le genre. Tiktaalik a vécu vers environ 375 millions d'années avant notre ère. Il est représentatif de la transition entre les vertébrés non tétrapodes tels que Panderichthys, connus à partir de fossiles vieux de 380 millions d'années, et les premiers stégocéphales terrestres tels qu'Acanthostega ou Ichthyostega, connus à partir de fossiles vieux d'environ 365 millions d'années. Son mélange de poissons primitifs et de caractéristiques dérivées de tétrapodes conduit l'un de ses découvreurs, Neil Shubin, à qualifier Tiktaalik comme un « ichtyopode » (« fishapod » en anglais),.
Tiktaalik incarne une forme transitionnelle : il est aux tétrapodes ce qu'Archaeopteryx est aux oiseaux, aux troodontidés et aux dromaeosauridés. Bien qu'il se puisse qu'aucun des deux ne soit l'ancêtre d'un animal vivant, ils servent de preuve que des intermédiaires entre des types très différents de vertébrés aurait autrefois existé. Le mélange des caractéristiques des poissons et des tétrapodes trouvés à Tiktaalik comprend ces traits :
- Poisson
  - Branchies
  - Écailles
  - Nageoires
- Poisson (forme transitionnelle)
  - Os et articulations des membres mi-poisson, mi-tétrapode, y compris une articulation fonctionnelle du poignet et des nageoires rayonnantes en forme de poisson au lieu des orteils
  - Région de l'oreille mi-poisson, mi-tétrapode
- Tétrapode
  - Côtes
  - Cou mobile avec ceinture pectorale séparée
  - Poumons

## Position phylogénétique

### 2006 – 2010
L'analyse phylogénétique de Daeschler et al. place Tiktaalik comme le taxon frère d'Elpistostege et directement au-dessus de Panderichthys et précédé d'Eusthenopteron. Tiktaalik est donc inséré sous Acanthostega et Ichthyostega comme une forme transitionnelle, et un véritable « chaînon manquant ».
Cette constitution proposée de l'arbre phylogénétique est initialement adopté par d'autres experts, notamment par Per Ahlberg et Jenny Clack. Cependant, cette classification est remise en question dans un article publié en 2008 par Boisvert et al., qui note que Panderichthys, en raison de sa partie distale plus dérivée, pourrait être plus proche des tétrapodes que Tiktaalik ou même qu'il serait convergent avec ces derniers. Ahlberg, co-auteur de l'étude, envisage la possibilité que la nageoire de Tiktaalik soit « un retour évolutif à une forme plus primitive ».

### 2010 – maintenant

Reconstitution animée du possible tétrapode du Dévonien étant à l'origine des empreintes de Zachełmie.

En janvier 2010, un groupe de paléontologues, dont Ahlberg, publient un article, accompagné de nombreux documents supplémentaires, discutés également dans un documentaire de Nature,, qui affirme que les premiers tétrapodes seraient apparus bien avant Tiktaalik et d'autres stégocéphales,. En effet, leurs conclusions sont basées sur de nombreuses pistes et des empreintes individuelles découvertes à la carrière de la ville de Zachełmie, dans les monts Sainte-Croix, en Pologne. Une origine de tétrapodes de ces pistes est suggérée sur la base de :
- chiffres distincts et morphologie des membres ;
- des pistes reflétant une démarche quadrupède et une marche diagonale ;
- pas de marques de traînée sur le corps ou la queue ;
- foulée très large par rapport à la longueur du corps (bien au-delà de celle de Tiktaalik ou de tout autre poisson) ;
- empreintes de différentes tailles, certaines inhabituellement grandes (jusqu'à 26 cm de large) indiquant des longueurs de corps de plus de 2,5 mètres.

Les couches porteuses de traces ont été attribuées à l'Eifélien moyen inférieur sur la base d'échantillons fossiles d'indices de conodontes (zone costatus) et de données biostratigraphiques antérieures obtenues à partir des strates sous-jacentes et sus-jacentes avec des études ultérieures confirmant cette datation,,,.
Les deux découvreurs de Tiktaalik sont sceptiques quant aux pistes de Zachełmie. Daeschler déclare que les traces de preuves ne suffisent pas pour modifier la théorie d'évolution des tétrapodes,
,
, tandis que Shubin soutient l'idée que des animaux semblables à Tiktaalik aurait pu produire des empreintes de pas très similaires (dans une étude ultérieure, Shubin exprime une opinion considérablement modifiée selon laquelle certaines des empreintes de Zachełmie, celles qui manquaient de chiffres, peuvent avoir été faites par des poissons marchant). Cependant, Ahlberg insiste sur le fait que ces pistes ne pouvaient pas avoir été formées soit par des processus naturels, soit par des espèces de transition telles que Tiktaalik ou Panderichthys,. Au lieu de cela, les auteurs de la publication suggèrent des ichtyostégaliens comme à l'origine des empreintes, sur la base de la morphologie disponible du pes (en) de ces animaux. Cependant, un article publié en 2015 qui entreprend un examen critique des empreintes de pas de tétrapodes du Dévonien remet en question la désignation des marques de Zachełmie et suggère plutôt une origine en tant que nids de poissons ou des traces d'alimentations. Une étude antérieure de 2012 indique que les traces de Zachełmie sont encore plus avancés qu'Ichthyostega en termes de quadrupédie. La reconstruction par Grzegorz Niedźwiedzki de l'animal étant à l'origine des traces est identique à celle de Tulerpeton.
Narkiewicz, co-auteur de l'article sur les pistes de Zachełmie, affirme que la découverte polonaise réfute la théorie selon laquelle les élpistostegidés seraient les ancêtres des tétrapodes,, une notion partiellement partagée par la paléontologue français Philippe Janvier. Il y a un certain nombre de nouvelles hypothèses suggérées quant à une origine possible et à une position phylogénétique des elpistostegidés (y compris Tiktaalik) :
- Leur position phylogénétique reste inchangée et les empreintes trouvées dans les monts Sainte-Croix sont attribuées aux tétrapodes, mais il en résulte qu'il existe au moins six longues lignées fantômes séparant les empreintes de Zachełmie de diverses espèces d'élpistostégaliens[25] ;
- il s'agit de « reliques tardives » plutôt que de formes de transition directes[38],[42] ;
- ils sont des « impasse évolutive »[43] ;
- ils sont le résultat d'une évolution convergente ou parallèle, de sorte que les apomorphies et les similitudes anatomiques frappantes trouvées à la fois chez les tétrapodes digités et les élpistostégaliens ayant évolué au moins deux fois[44],[45],[46].

La convergence est considérée comme responsable des caractéristiques uniques des tétrapodes trouvées également chez d'autres poissons non élpistostegaliens de cette période comme Sauripterus (os radiaux distaux articulés en forme de doigt), ou Tarrasius (épine similaire à celle des tétrapodes avec 5 régions axiales).
Les estimations publiées après la découverte des traces de Zachełmie suggèrent que les tétrapodes numérisés seraient peut-être apparus vers 427,4 millions d'années et remettent en question les tentatives de lecture de la chronologie absolue des événements évolutifs au début de l'évolution des tétrapodes à partir de la stratigraphie.
Jusqu'à ce que davantage de données soient disponibles, la position phylogénétique de Tiktaalik et d'autres genres apparentés restent incertaines.

## Paléobiologie

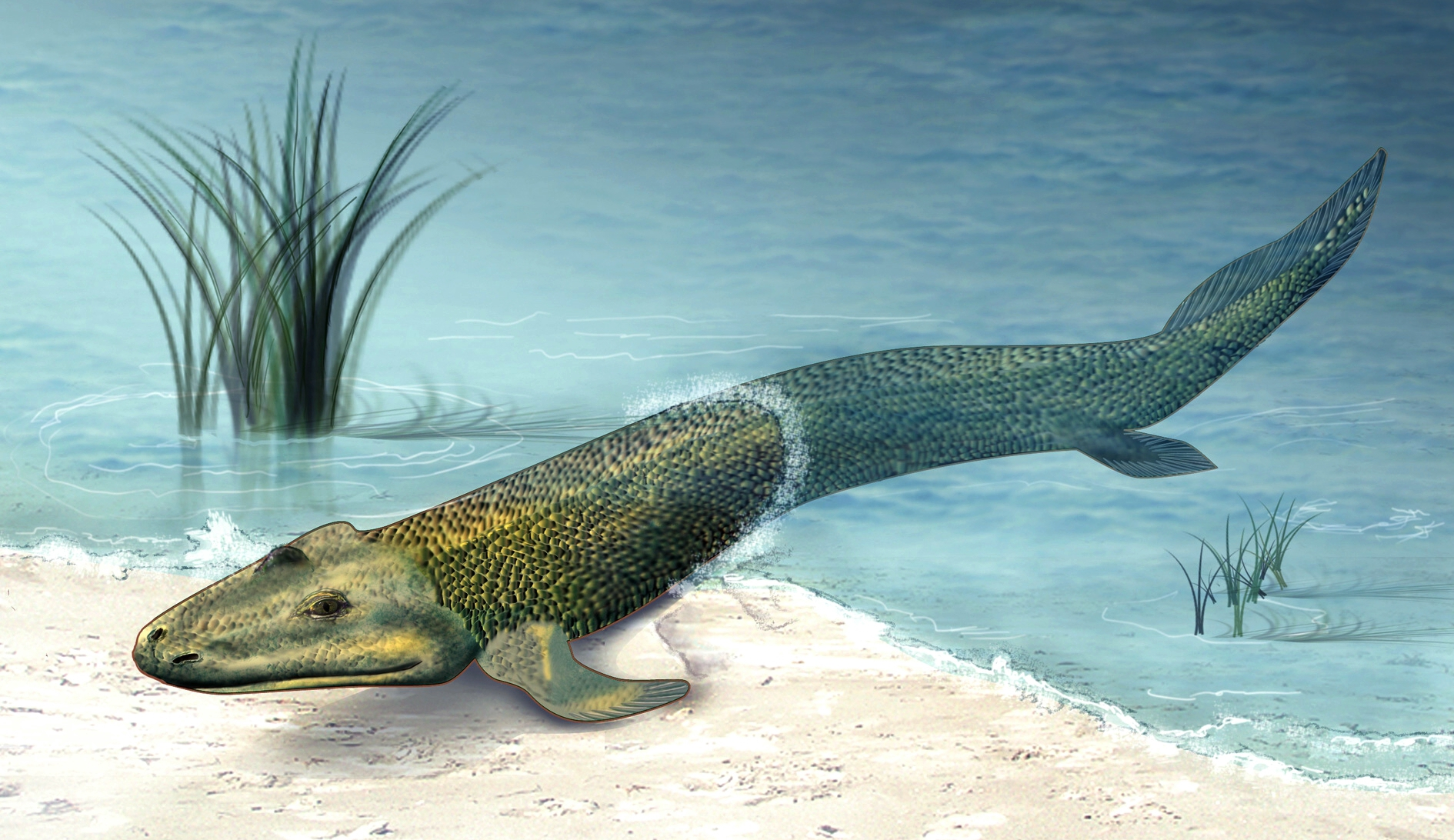
Reconstitution d'un Tiktaalik roseae sortant de l'eau, par la paléoartiste Zina Deretsky.

Tiktaalik a généralement les caractéristiques d'un sarcoptérygien, mais avec des nageoires avant présentant des structures squelettiques en forme de bras plus proches de celles d'un crocodile, y compris une épaules, un coude et un poignet. Le fossile découvert en 2004 n'inclut pas les nageoires arrière et la queue. Il y a des rangées de dents acérées, indiquant un poisson prédateur, et son cou peut bouger indépendamment de son corps, ce qui n'est pas courant chez d'autres poissons (à l'exception de Tarrasius, Mandageria, placodermes,, hippocampes, Lepidogalaxias et Channallabes apus). L'animal a un crâne plat ressemblant à celui d'un crocodile ; ayant des yeux au-dessus de la tête ; un cou et des côtes similaires à ceux des tétrapodes, les côtes étant utilisées pour soutenir le corps et faciliter la respiration via les poumons ; mâchoires bien développées et adaptées pour la capture de proies ; et une petite fente branchiale appelée spiracle qui, chez les stégocéphales plus dérivés, deviendra l'oreille.
Les fossiles sont trouvés dans la formation de Fram, dépôts de systèmes de cours d'eau sinueux datant du Dévonien, suggérant un animal benthique qui vit au fond d'eaux peu profondes et peut-être même hors de l'eau pendant de courtes périodes, avec un squelette indiquant qu'il peut supporter son corps sous l'effet de la gravité, que ce soit en eau très peu profonde ou sur terre. À cette période, pour la première fois, les plantes à feuilles caduques fleurissent et perdent chaque année des feuilles dans l'eau, attirant de petites proies dans des bas-fonds chauds et pauvres en oxygène dans lesquels il est difficile pour les plus gros poissons de nager. Les découvreurs déclarent que selon toute vraisemblance, Tiktaalik aurait fléchi ses membres principalement sur le fond des ruisseaux et peut se tirer sur le rivage pendant de brèves périodes. En 2014, la découverte de la ceinture pelvienne de l'animal est annoncée ; il est solidement construit, indiquant que l'animal aurait pu les utiliser pour se déplacer dans des eaux peu profondes et à travers des vasières. Shubin et Daeschler, les chefs de l'équipe, recherchent des fossiles sur l'île d'Ellesmere depuis 2000, :

« Nous faisons l'hypothèse que cet animal était spécialisé pour vivre dans des systèmes de cours d'eau peu profonds, peut-être des habitats marécageux, peut-être même dans certains étangs. Et peut-être occasionnellement, en utilisant ses ailerons très spécialisés, pour remonter par voie terrestre. Et c'est ce qui est particulièrement important ici. L'animal développe des caractéristiques qui permettront éventuellement aux animaux d'exploiter la terre. »

— Edward Daeschler